# Diritti LGBT nelle Kiribati
Riguardo allo stato dei diritti LGBT, nel paese è illegale l'omossesualità maschile, mentre  è ammessa quella femminile.
Il paese è molto conservatore, e questo si riflette sulle condizioni precarie della locale comunità LGBT e sulla mancanza di tutela nei confronti dei suoi esponenti. 

## Leggi sull'attività sessuale tra persone dello stesso sesso
Le sezioni 153, 154 e 155 del codice penale vietano il rapporto anale indipendentemente dal sesso.

### Codice penale
Sezione 153: Reati innaturali
Qualsiasi persona che (a) commette sodomia con un'altra persona o con un animale; o (b) consente a un uomo di commettere sodomia con lui o lei, si è resa colpevole di un crimine e sarà punito con la reclusione fino a 14 anni.
Sezione 154: tentativi di commettere reati contro natura e aggressione indecente
Qualsiasi persona che tenta di commettere uno dei reati specificati nell'ultima sezione precedente, o che si è resa colpevole di un assalto con l'intenzione di commettere lo stesso, o qualsiasi aggressione indecente nei confronti di una persona di sesso maschile deve essere ritenuta colpevole del crimine e deve essere punita con una pena detentiva fino a 7 anni.
Sezione 155: pratiche indecenti tra maschi
Qualsiasi persona di sesso maschile che, in pubblico o in privato, commetta un atto di grave indecenza nei confronti di un'altra persona di sesso maschile, o permetta a un altro uomo di commettere un atto di grave indecenza con lui, o tenta di procurarsi la commissione di un atto del genere da parte di qualsiasi maschio con se stesso o con un'altra persona di sesso maschile, sia in pubblico che in privato, deve essere ritenuta colpevole del reato e deve essere punita con la reclusione fino a 5 anni.

## Pressioni internazionali in favore della depenalizzazione
Nell'agosto 2015, nell'ambito della Revisione periodica universale, il registro dei diritti umani di Kiribati è stato esaminato da altri paesi. Francia, Slovenia e Cile hanno esortato il paese ad abrogare le sue leggi contro l'omosessualità. La delegazione di Kiribati non ha dato alcuna risposta a queste sollecitazioni.

## Protezioni contro la discriminazione
La discriminazione basata sull'orientamento sessuale è vietata nei confronti dei dipendenti e nelle procedure selettive degli aspiranti lavoratori ai sensi dell'articolo 107, paragrafo 2, lettera b), del Codice dell'occupazione e delle relazioni industriali del 2015.

## Tabella riassuntiva
| Depenalizzazione dell'omosessualità                                                                           | maschile / femminile |
| Uguale età del consenso rispetto agli eterosessuali                                                           | maschile / femminile |
| Divieto di discriminazione nel posto di lavoro                                                                | (dal 2015)           |
| Divieto di discriminazione nella fornitura di beni e servizi                                                  | No                   |
| Leggi anti-discriminazione in tutti gli altri settori (inclusa discriminazione diretta ed espressioni d'odio) | No                   |
| Matrimonio egualitario                                                                                        | No                   |
| Unione civile                                                                                                 | No                   |
| Step-child adoption                                                                                           | No                   |
| Adozione congiunta per le coppie dello stesso sesso                                                           | No                   |
| Diritto per le persone LGBT di poter servire nelle forze armate                                               | Non ha un esercito   |
| Diritto di cambiare genere legale                                                                             | No                   |
| Maternità surrogata per le coppie omosessuali                                                                 | No                   |
| Accesso alla fecondazione in vitro per le lesbiche                                                            | No                   |
| Permesso di donare il sangue                                                                                  | No                   |